# Ranunculus lyallii
Ranunculus lyallii  (лат.) — растение семейства Лютиковые, вид рода Лютик, эндемик Новой Зеландии.
Внутри страны растёт на островах Южный и Стьюарт на высоте от 700 до 1500 метров.
Растение было открыто и описано шотландским ботаником Дэвидом Лайаллом (en:David Lyall, 1817–1895), в честь которого и получило своё видовое название.
Это травянистое многолетнее растение высотой 60—100 см (самый высокий из всех видов лютиков), корневище твёрдое. Листья тёмно-зелёные глянцевые и круглые, диаметром 15—40 см. Цветы диаметром 5—8 см, с 10—20 белыми лепестками и многочисленными жёлтыми тычинками. Цветёт с конца весны до начала лета.
Доминирует в национальном парке Маунт-Кук и других альпийских областях, включая Arthur’s Pass (en:Arthur's Pass (mountain pass)).

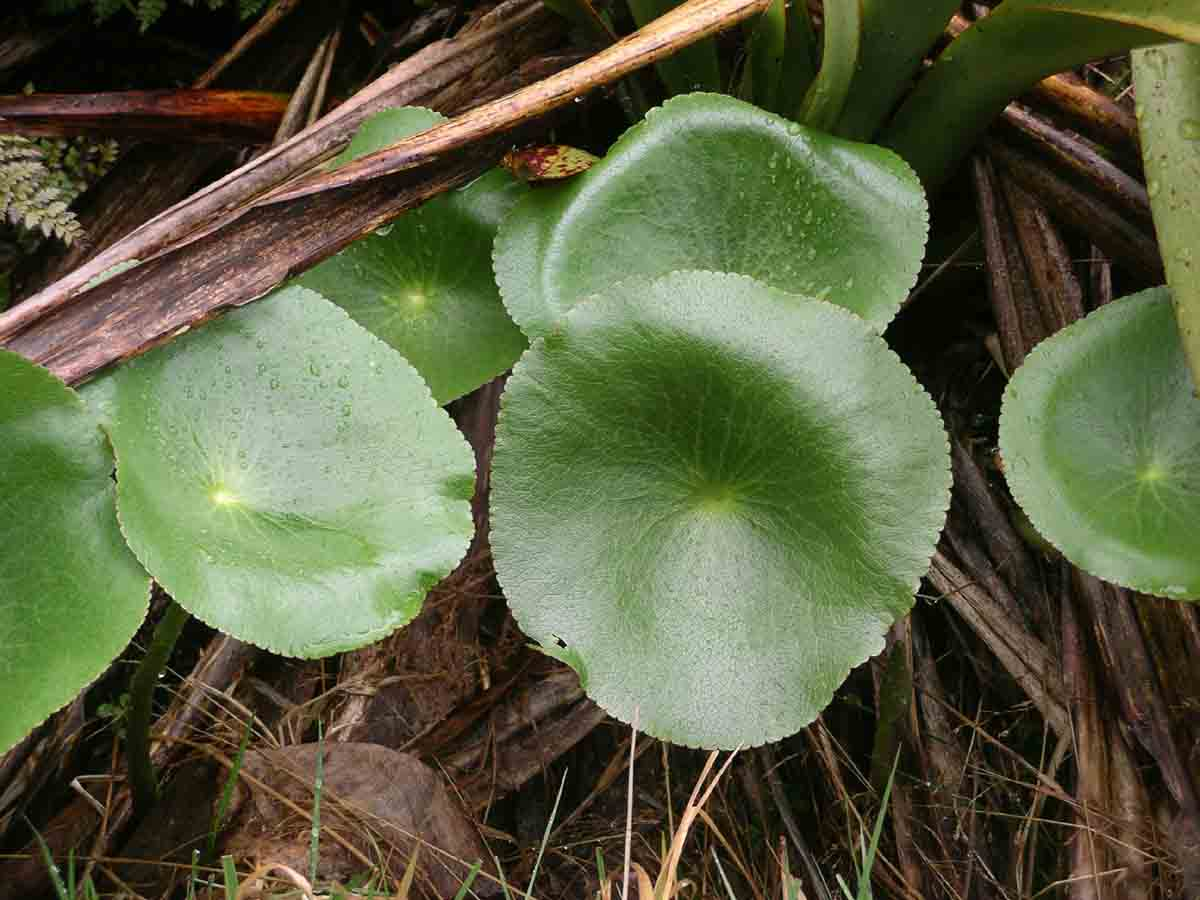
Листья
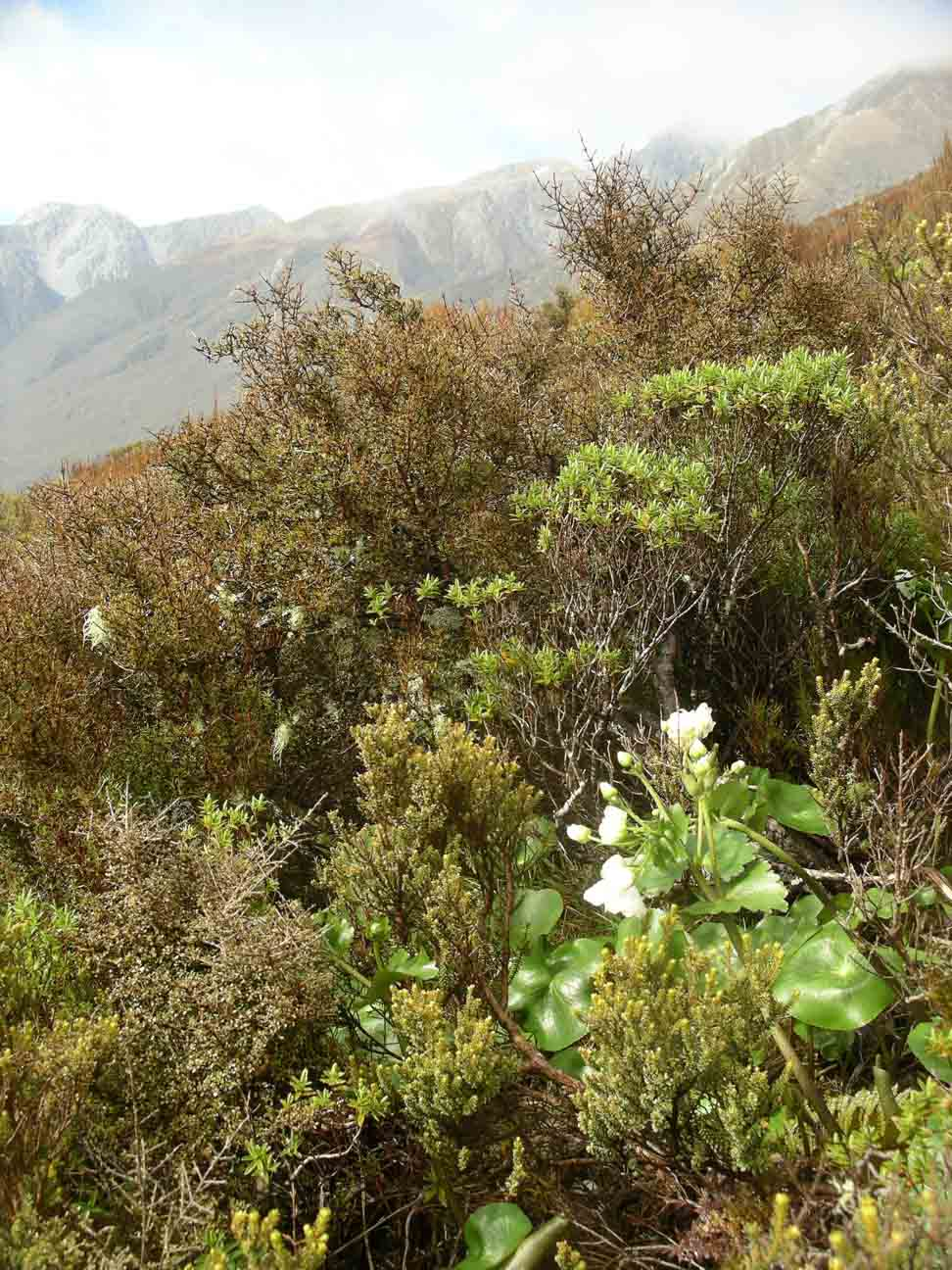
Растения, растущие в арктическо-альпийских скрэбах